# Selenipedium isabelianum
Selenipedium isabelianum é uma espécie de orquídea terrestre, família Orchidaceae, que habita o estado do Pará, no Brasil.

## Descrição
A flor possui brácteas não glandulares, cujo formato é ovado. O labelo da flor apresenta uma coloração amarelo-marrom-laranja. Os estaminódios têm formato deltóide. As pétalas não possuem cílios.

## Sinônimos
Tem como sinônimo o homotípico Cypripedium isabelianum (Barb.Rodr.) Pucci